# Ramularius uniformis
Ramularius uniformis är en skalbaggsart som först beskrevs av Stefan von Breuning 1939.  Ramularius uniformis ingår i släktet Ramularius och familjen långhorningar. Inga underarter finns listade i Catalogue of Life.